# Idioglossie
Eine Idioglossie (vom Altgriechischem ἴδιος ídios, „eigen, persönlich, verschieden“ und γλῶσσα glō̂ssa, „Zunge; Sprache“) ist eine idiosynkratische Sprache, die nur von einer oder zwei Personen erfunden und gesprochen wird. Am häufigsten bezieht sich Idioglossie auf die „Privatsprachen“ kleiner Kinder, insbesondere bei Zwillingen, wobei letztere genauer als Kryptoglossie/-phasie bezeichnet und allgemein als Zwillingssprache oder Zwillingsrede bezeichnet wird.
Kinder, die von Geburt an mit mehreren Sprachen in Berührung kommen, neigen ebenfalls zur Entwicklung von Idioglossien. Diese Sprachen verschwinden jedoch normalerweise in relativ jungem Alter und werden durch den Gebrauch einer oder mehrerer der erlernten Sprachen ersetzt.

## Beispiele

### Im realen Leben
- Sam and Ren McEntee, 18-month-old twins.[1]
- June und Jennifer Gibbons
- Kennedy-Zwillinge aus San Diego, California (nannten sich selbst „Poto und Cabengo“)

### Medien
- Poto and Cabengo im gleichnamigen Film von Jean-Pierre Gorin (1980)
- Zwillinge Zarana und Zandar aus der G.I. Joe-Reihe  sprechen ihre eigene Idioglossie
- Der Film Nell aus dem Jahr 1994 mit Jodie Foster in der Hauptrolle zeigt eine Frau, die eine Idioglossie spricht. Das Bühnenstück, auf dem der Film basiert, heißt ebenfalls Idioglossia.
- Im Mittelpunkt des Konzeptalbums The Perfect Element, Part I von Pain of Salvation steht ein Song mit dem Titel „Idioglossia“.
- James Joyce’ Roman Finnegans Wake wurde unter Verwendung einer Idioglossie geschrieben.
- In der 3. Staffel, Folge 9 von „Skins“ verwenden Katie und Emily Fitch eine Idioglossie.
- Sherri und Terri verwenden bei den The Simpsons manchmal eine Idioglossie.
- Die beiden jugendlichen Protagonisten des Films Disco Pigs, Darren und Sinéad, verwenden eine Idioglossie.
- Die Sängerin, Musikerin und Komponistin Lisa Gerrard (von Dead Can Dance und in ihrer Solokarriere) singt viele ihrer Lieder (z. B. „Glorafin“) mit einer Idioglossie, die sie seit ihrem zwölften Lebensjahr entwickelt hat.
- Einige Teile des Coil -Tracks „Batwings (A Limnal Hymn)“ sind in einer von John Balance erfundenen Idioglossie verfasst. Peter Christopherson  beschrieb sie als „eine Sprache, die nur er kennt“.
- Die Zwillingsbrüder Jim und Tim Possible aus der Disney-Channel-Serie Kim Possible verwenden häufig Zwillingssprache.
- Die Zwillinge Marilyn und Carolyn Arnold aus der Buchreihe The Baby-Sitters Club haben dies schon früh verwendet.
- In der Folge „Identity“ der Serie Law & Order: Special Victims Unit aus dem Jahr 2005 sprechen die jugendlichen Zwillinge Logan und Lindsay Stanton (Reiley McClendon) in Zwillingssprache miteinander, während beide im Rahmen einer Mordermittlung von den Detectives Stabler und Benson (Christopher Meloni und Mariska Hargitay) verhört werden. Detective Stabler erkennt ihre Sprache als „Zwillingssprache“, da er selbst Vater von Zwillingen ist und bemerkt, dass seine Zwillinge auch in ihrer Kindheit ihre eigene Sprache hatten.
- In der Folge „Son of Stan“ von American Dad! aus dem Jahr 2010 sieht man Steve und seinen vorübergehend erschaffenen Klon Steve-arino (Stimme von Scott Grimes), wie sie beim Sprechen miteinander kurz eine Idioglossie verwenden.
- In Folge 212 der Fernsehserie „Rules of Engagement“ sprechen Zwillinge, die auf einer Party teilnehmen, in Zwillingssprache und erklären, dass Zwillinge oft eine eigene Sprache haben, die nur sie verstehen.
- In der Fernsehserie „Second Chance“ gibt es die Zwillingsschwestern Mary und Otto Goodwin, die manchmal die Zwillingssprache verwenden, um miteinander zu kommunizieren.
- Im Serienfinale von The Office verwenden Angela Martin und ihre Schwester Rachael Martin bei Angelas Junggesellinnenabschied die Zwillingssprache.

## Weiterführende Literatur
- Bakker, P.: Autonomous languages of twins, Acta Geneticae Medicae et Gemellologiae, Roma, April 1987, Vol. 36, Issue 2, S. 233–238, pmid 3434134, doi:10.1017/s0001566000004463